# 高登·切尔斯
詹姆士·高登·切尔斯（英語：James Gordon Cheers，1954年—），澳大利亚作家、出版家，在澳大利亚南部拥有一家批发食虫植物的公司。1983年他出版了《食虫植物》（Carnivorous Plants），1993年出版了《世界食虫植物指南》（A Guide to Carnivorous Plants of the World）。继而，企鹅出版集团于1997年出版了儿童读物《杀手植物和如何培育》（Killer Plants and How to Grow Them），并在当年获得了澳大利亚年度儿童图书奖：1997年的伊芙·博纳尔奖（Children's Book of the Year Award: Eve Pownall Award for Information Books）。
高登曾在企鹅图书和兰登书屋工作，并担任儿童和成人绘本出版总监，出版过《穿越时空的澳大利亚》（Australia Through Time）和《植物学》（Botanica）等其他图书。1999年8月，高登·切尔斯和玛格丽特·奥兹成立了图书出版公司。2000年，他们出版了两本图书：《探索解剖学》（Anatomica）和《全球红酒百科全书》（The Global Encyclopedia of Wine） 。《探索解剖学》912页，是最详细的图文并茂的人体解剖图谱。《全球红酒百科全书》中涵盖了世界葡萄酒产区。2003年，高登出版了《植物志》（Flora），1584页，收纳了2万中植物，书中共有12000幅彩色图片，是世界上最大的单卷彩图植物百科全书。
2005年，他和玛格丽特·奥兹成立了千禧出版社，主要出版彩图版非小说类图书，面向澳大利亚和国际市场。目前出版的图书有《探索天文学》（Astronomica）、《历史探索》（Historica）、《地理探索》（Geologica）、《自然健康》（Natural Health）、《探索地球（简明版）》（Earth Concise）、《蓝版大地图》（Earth Blue），以及《白金版大地图》。2010年6月，千禧出版社获得了最佳地图奖，这是国际地图贸易协会（International Map Trade Association）为了奖励千禧出版社这三年在地图出版行业的贡献而颁发的。